# Schibiri
Das Schibiri, auch Shibiri, war ein Längenmaß in Deutsch-Ostafrika und entsprach der Spanne. Das deutsche Maß- und Gewichtssystem und das einheimische Maß- und Gewichtssystem existierte nebeneinander. Ein Gesetz vom 1. März 1899 legte es fest.
- 1 Schibiri = 22,86 Zentimeter
- 2 Schibiri = 1 Mkono (Singular)/Elle[2] = 45,72 Zentimeter
  - 4 Mikono = 1 Pima (Klafter) = 1,829 Meter
    - 2 Pima = 1 Doti = 2 Upande/Schuka[2] = 8 Mikono = 3,658 Meter (3,60 Meter nach Otto Lueger[3])